# Ruda (gmina w województwie stanisławowskim)
Ruda – dawna gmina wiejska w powiecie żydaczowskim województwa stanisławowskiego II Rzeczypospolitej. Siedzibą gminy była Ruda.
Gminę utworzono 1 sierpnia 1934 r. w ramach reformy na podstawie ustawy scaleniowej z dotychczasowych gmin wiejskich: Hanowce, Izydorówka, Krechów, Łówczyce, Machliniec, Nowe Sioło, Obłaźnica, Pokrowce, Ruda, Sulatycze i Żyrawa.
Pod okupacją zniesiona i przekształcona w nowe gminy Nowe Sioło i Lachowice Zarzeczne (Pokrowce włączono do gminy Żydaczów).